# 孔玛乡 (岗巴县)
孔玛乡（藏語：གུར་མེ་），是中华人民共和国西藏自治区日喀则市岗巴县下辖的一个乡镇级行政单位。

## 行政区划
孔玛乡下辖以下地区：
孔玛村、德庆村和乃庆村。